# Cristina Manjón
Cristina Manjón Luque (Córdoba, 1987), más conocida como Nita, es una cantante y compositora española, cofundadora de Fuel Fandango junto al productor Alejandro Acosta.

## Biografía
Nacida en una familia artística de músicos y bailarinas en Córdoba, nieta de Manuel Manjón Campos, clarinetista y saxofonista nacido en Mendoza, Argentina, músico que acompañó a artistas de la talla de Antonio Machín o Juanito Valderrama.
Empezó a cantar a una temprana edad, se sube a su primer escenario en Córdoba a los 10 años y es ahí donde empieza su andadura en la copla y en el flamenco.
Con 12 años se presenta a sus primeros concursos en Andalucía y empieza a cantar en peñas flamencas. A veces acompañada a la guitarra por su padre, Manuel Manjón, que fue quien la animó a introducirse en el mundo de la música. En su casa era habitual que se cantaran Fandangos de Huelva de ahí nace el nombre posterior de la banda Fuel Fandango.
A la edad de 15 años empieza a relacionarse con artistas de otras disciplinas musicales de Córdoba con los que se une para componer y crear melodías. Ahí comienza con sus primeros conciertos como corista de bandas de Funk, Soul y Electrónica y cantando tanto en inglés como en castellano.
Con 20 años empieza de gira mundial haciendo coros con la banda Chambao, junto con el que es su actual compañero musical, el productor Alejandro Acosta. Es en esa misma época cuando comienzan a componer sus primeras canciones para el que será su futuro proyecto, Fuel Fandango.
En el año 2009 se muda a Madrid y nace oficialmente el dúo, desde entonces hasta la fecha han editado 4 discos con mezcla de electrónica y flamenco.
Su último disco, Origen, entró directamente al número 1 en ventas en España en 2020. Actualmente Nita y Ale, han continuado con un nuevo EP denominado Romances, con las colaboraciones de artistas musicales como Iván Ferreiro, Amadou & Mariam, María José Llergo, Mala Rodríguez, Leo Rizzi y Juancho Marqués.

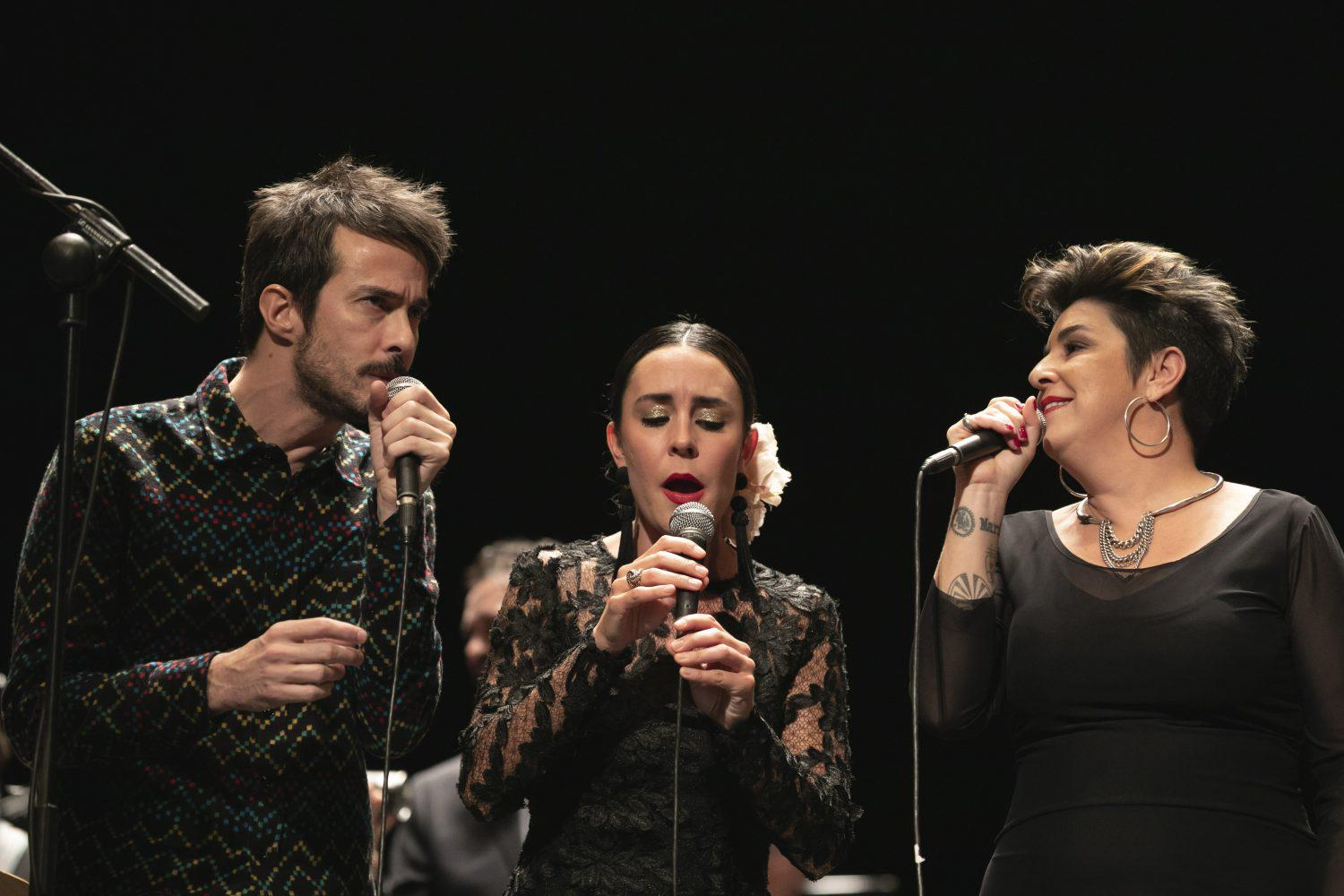
Pucho, Nita y Amparo Sánchez con la Banda Sinfónica Municipal de Madrid

El grupo Fuel Fandango es característico no solo por su fusión sonora, sino también por su estética y su puesta en escena donde combinan las raíces andaluzas de Nita con lo más contemporáneo y vanguardista.
El 20 de junio del 2024, la banda anuncia su disolución, y sus componentes Nita y Alejandro comunican que seguirán sus caminos por separado.

## Colaboraciones
Algunas de sus colaboraciones durante su carrera son:
- Jamie Cullum - Everything you didn't do
- Depedro - Llorona
- Aurora & The Betrayers - Get Down
- Primatah - Miss Terror
- El Canijo de Jerez - Gladiadores Emplumados
- Dorian - Buenas intenciones
- Lin Cortés - Amor de Frida
- Antílopez - Metralla, medida y viaje
- Baiuca - Caravel
- El Chojin - Créeme (para Malasaña 32)
- Bronquio - La Retama
- Amadou & Mariam - Ruido, con Fuel Fandango
- Macaco - El Cuerpo No Miente, con Fuel Fandango
- El Búho - Cenizas de Agua

## Reconocimientos
Algunos de sus logros durante su carrera son:
- Goya, Nominación a la mejor canción original por KIKI el amor se hace.[5]
- Odeón por Origen, Nominación a mejor disco alternativo y mejores artistas de música alternativa.[6]
- Álbum Origen, número uno en ventas en España en 2020[7]
- Latin Grammy 2021, Nominación a mejor video musical[8]